# Ça plane pour moi!
Cet article concerne l'émission québécoise diffusée sur VRAK.TV. Pour la chanson de Plastic Bertrand, voir Ça plane pour moi.
Ça plane pour moi! est une émission de télévision québécoise diffusée sur VRAK.TV du 6 avril 2009 à 2010. L'émission consiste à organiser des partys pour des jeunes désignés comme méritants par l'émission (selon des thèmes tels que « déménagement », « nouvel emploi », « retour au jeu après une blessure »). L'animateur est Alexandre Morais, accompagné de ses deux « conseillères-expertes » Isabel Deslauriers et Catherine Prévost.

## Chanson thème
La chanson thème utilisé par l'émission est un succès du chanteur belge Plastic Bertrand lancé en 1978 intitulée Ça plane pour moi.